# Gēdo
Gēdo är en ort i Etiopien. Den är belägen i regionen Oromia, i den centrala delen av landet, 140 km väster om huvudstaden Addis Abeba. Gēdo ligger 2 500 meter över havet och antalet invånare är 7 499.
Terrängen runt Gēdo är lite bergig. Runt Gēdo är det ganska tätbefolkat, med 120 invånare per kvadratkilometer. Omgivningarna runt Gēdo är en mosaik av jordbruksmark och naturlig växtlighet.
Medelhavsklimat råder i trakten. Årsmedeltemperaturen i trakten är 18 °C. Den varmaste månaden är februari, då medeltemperaturen är 23 °C, och den kallaste är juni, med 12 °C. Genomsnittlig årsnederbörd är 1 714 millimeter. Den regnigaste månaden är maj, med i genomsnitt 293 mm nederbörd, och den torraste är januari, med 10 mm nederbörd.